# Sandholts Lyndelse Sogn
Sandholts Lyndelse Sogn ist eine Kirchspielsgemeinde (dän.: Sogn)
auf der Insel Fyn (dt.: Fünen) im südlichen Dänemark.
Bis 1970 gehörte sie zur Harde Sallinge Herred im damaligen Svendborg Amt, danach zur Broby Kommune im
Fyns Amt, die im Zuge der  Kommunalreform zum 1. Januar 2007 in der
Faaborg-Midtfyn Kommune in der Region Syddanmark aufgegangen ist.
Im Kirchspiel leben 205 Einwohner (Stand: 1. Januar 2023).

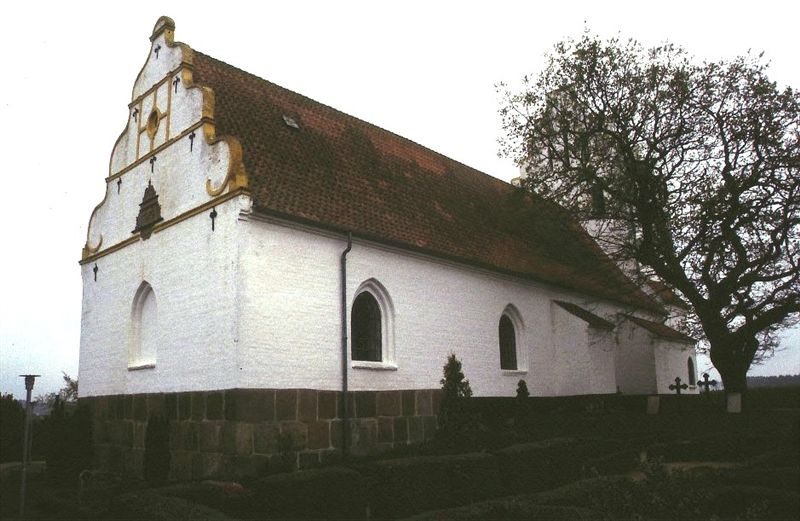
Sandholts Lyndelse Kirke

Im Kirchspiel liegt die Kirche „Sandholts Lyndelse Kirke“.
Nachbargemeinden sind im Norden Sønder Broby Sogn, im Osten Hillerslev Sogn, im Süden Øster Hæsinge Sogn und im Westen Vester Hæsinge Sogn.